# Gola del Rastenbach
La gola del Rastenbach (anche chiamata gola Rastenbach, gola Rastenbachklamm o, più raramente, Gola del Rio Pausa), è una stretta gola che si trova nei pressi di Caldaro sulla Strada del Vino, in Alto Adige.
La parte più interessante della gola parte dalla località Castelvecchio (in tedesco Altenburg), e arriva al lago di Caldaro.
La gola è tutta percorsa da un caratteristico sentiero, che attraverso scalinate irte e passerelle, segue il corso del Rio Pausa (in tedesco Rastenbach), che scende nella vallata e che dà il nome alla gola.
L'area è protetta come biotopo dal 1979.

## Descrizione dell'itinerario

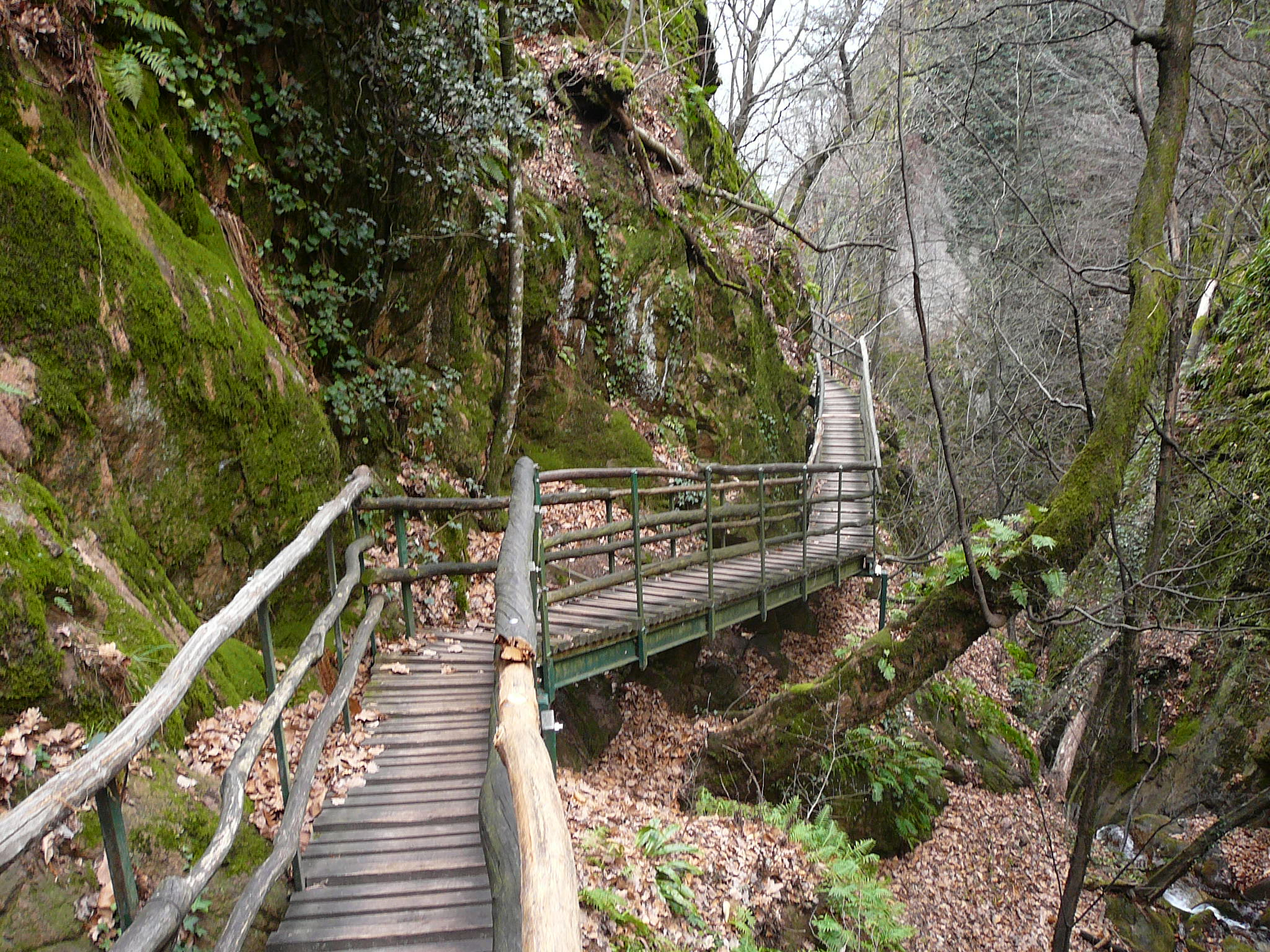
Una delle passerelle che si percorrono attraversando la gola

L'itinerario completo dura all'incirca 3 ore, e affronta un dislivello di 400 metri. Punto di partenza (e di parcheggio) è l'albergo "Sonnleitenhof", nei pressi del lago. Da qui si sale percorrendo una strada cittadina, e quindi seguendo le indicazioni per la gola. Arrivando così verso le ultime case, si trova l'inizio del sentiero segnalato con il segnavia numero 13.
Il sentiero in sé è un normale sentiero di montagna per quanto riguarda la prima parte. Arrivando quindi all'inizio della gola iniziano scalinate irte e strette passerelle sospese, che portano alla cascata. Sempre attraverso scale e passerelle ed oltrepassando un ponte sospeso è possibile quindi arrivare alla chiesetta di san Pietro in località Castelvecchio.
Per la discesa si può prendere la strada verso nord, oltrepassando un ponte e dopo 700 metri si trova l'inizio del sentiero 13, chiamato "Bärentalweg" (ovvero via della valle degli orsi) che ridiscende al punto di partenza.

## Il sentiero della pace

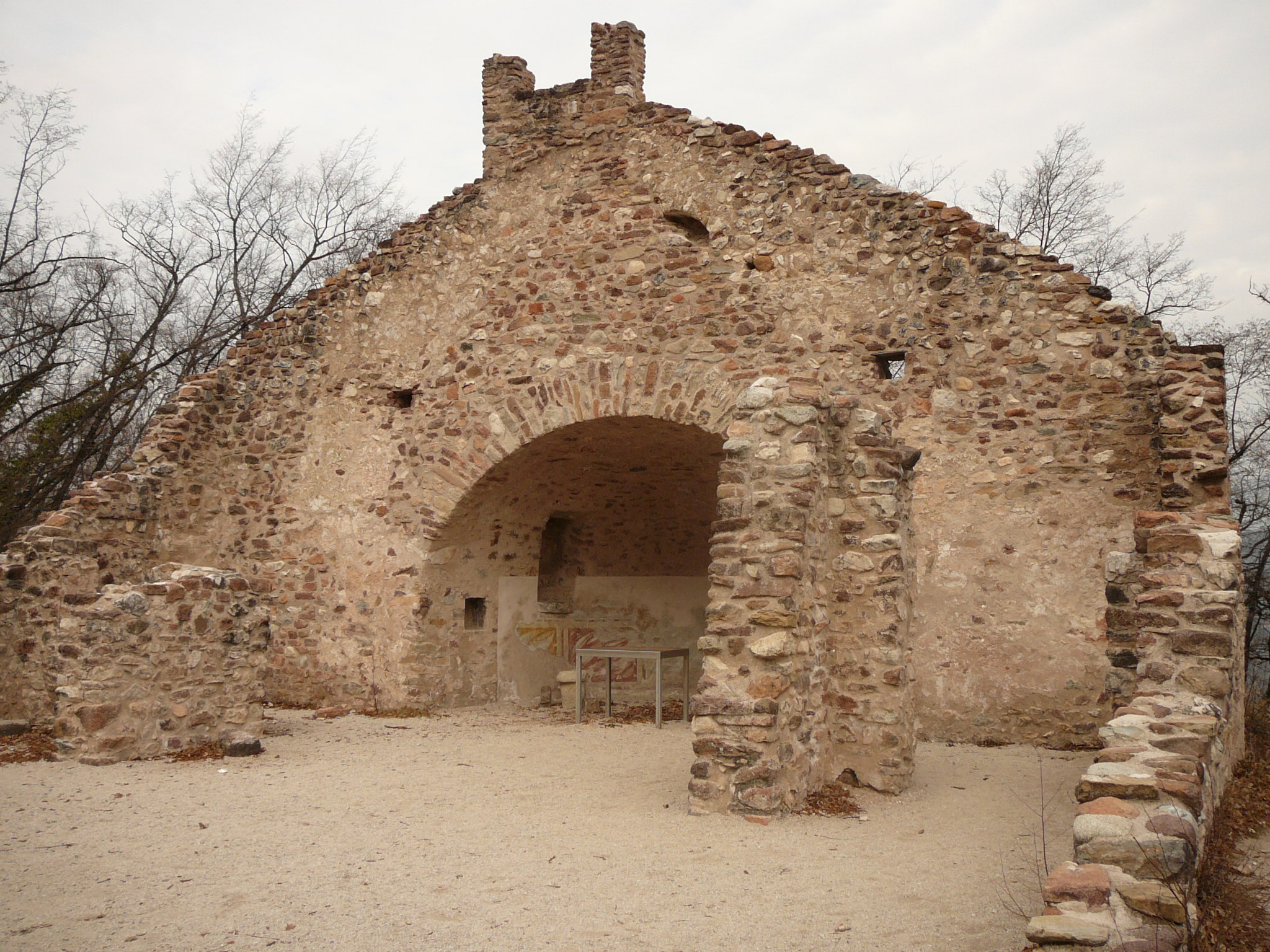
La chiesetta di san Pietro

Parallelamente è nato tra il 1995 e il 2000, il sentiero della Pace (Friedensweg), voluto da padre Georg Reider, O.F.M.. 
Il percorso consta di sette punti di meditazione religiosa, ove è consigliato sostare per una riflessione.
I primi cinque punti di meditazione riguardano la misura, l'intelligenza, la giustizia, la fede e la speranza, e sono stati realizzati da artisti locali e stranieri. Il sesto punto è invece dedicato al coraggio, ovvero la stessa gola. L'ultimo è dedicato all'amore, ed è simboleggiato dalla rovina della chiesa di San Pietro.